# Novi (Estados Unidos)
Novi es una ciudad ubicada en el condado de Oakland en el estado estadounidense de Míchigan. En el Censo de 2010 tenía una población de 55224 habitantes y una densidad poblacional de 681,52 personas por km².

## Geografía
Novi se encuentra ubicada en las coordenadas 42°28′43″N 83°29′13″O / 42.47861, -83.48694. Según la Oficina del Censo de los Estados Unidos, Novi tiene una superficie total de 81.03 km², de la cual 78.38 km² corresponden a tierra firme y (3.27%) 2.65 km² es agua.

## Demografía
Según el censo de 2010, había 55224 personas residiendo en Novi. La densidad de población era de 681,52 hab./km². De los 55224 habitantes, Novi estaba compuesto por el 73% blancos, el 8.12% eran afroamericanos, el 0.2% eran amerindios, el 15.88% eran asiáticos, el 0.01% eran isleños del Pacífico, el 0.73% eran de otras razas y el 2.07% pertenecían a dos o más razas. Del total de la población el 2.96% eran hispanos o latinos de cualquier raza.

## Educación
Novi Community School District (Q) sirve la mayoría de la ciudad.
Las Walled Lake Consolidated Schools sirve una sección de la ciudad.